# Super Junior
Super Junior és una banda masculina de k-pop. Inicialment estava formada per 13 membres però actualment la formen 9 membres, tots en actiu. La banda es va formar l'any 2005 per la discogràfica SM Entertainment. És una de les bandes més famoses del moment a Àsia i la seva popularitat ja s'està estenent per la resta de continents. Fins a l'actualitat (2013) han publicat 5 àlbums.

## Membres

### Actius
- Leeteuk: és el líder de la banda i el més gran, nascut l'1 de juliol de 1983, Corea. El va recomanar un caça-talents coreà i va ser inclòs al projecte Smile amb el seu futur company Donghae, però no va ser possible. Va unir-se a Super Junior i va tenir gran èxit.
- Heechul: nascut al 10 de juliol del 1983,Corea. Va anar a la universitat i es va graduar l'any 2008, però la discogràfica el va contractar anys enrere. També va treballar com a model i actor de televisió. És tenor.
- Shindong: nascut al 29 de setembre de 1985, Corea. És ballarí i raper i també va anar a un concurs caça-talents on va guanyar. L'any 2005 va firmar el contracte amb la discogràfica i va perfeccionar la seva habilitat de ball.
- Siwon: nascut al 7 d'abril de 1986, Corea. Va ser un dels primers a aconseguir plaça en la banda perquè la discografia el va descobrir. A més, és actor i la seva família posseeix importants empreses en el Japó.
- Ryeowook: nascut al 21 de juny de 1987,Corea. És un dels vocalistes principals de la banda, va firmar el contracte amb la discogràfica l'any 2004 després d'haver impressionat a la gent cantant. Va ser un dels últims en entrar a la banda.
- Donghae: nascut al 15 d'octubre de 1986, Corea. De petit desitjava ser atleta, però els seus pares, en escoltar la seva veu, el van convèncer per ser cantant. En un principi anava a cantar en una altra banda (Smile), però el projecte no va tirar endavant i va unir-se a Super Junior.
- Kyuhyun: nascut el 3 de febrer de 1988, Corea. Va ser l'últim membre a incorporar-se al grup, 6 mesos més tard, el 2006. És considerat un dels membres principals de la banda, i va ser descobert en un concurs caça-talents l'any 2005.
- Eunhyuk: nascut al 4 d'abril de 1986, Corea. És raper i compositor de la banda. Va ser membre d'un grup de ball i rap a l'escola i amb només 13 anys va unir-se a la discogràfica
- Yesung: nascut al 24 d'agost de 1984,Corea. Vocalista principal de la banda. L'any 1999 el van reconèixer com a cantant, però no va ser fins al 2006 que el van contractar. Des d'aquest any és DJ.

### Exmembres
- Han-Geng: l'únic membre xinès. Nascut al 9 de febrer de 1984. Amb 13 anys va ser acceptat a una universitat de Pequín per perfeccionar la dansa. També va ser portador de la torxa olímpica el 2008 a Pequín. L'any 2006 va unir-se oficialment a Super Junior, però va abandonar la banda anys després.
- Kang In: nascut al 17 de gener de 1985, Corea. Toca el piano, la guitarra i el baix. Va començar en un concurs de talents i va ser col·locat en Super Junior per aquesta raó.
- Kim Bum: 21 d'agost de 1987, Corea. Va començar com a actor, però va aconseguir millors resultats en Super Junior l'any 2005. Va estudiar en Los Angeles i va ser reconegut l'any 2002 per un caça-talent.
- Sungmin: nascut l'1 de gener de 1986, Corea. Va aprendre les arts marcials xineses i va debutar en televisió l'any 2002. Un any abans va firmar el contracte amb la discografia amb el seu futur company Donghae.

## Inicis del grup
El grup es va formar el 2005 pels trainers (persones entrenades per la companyia a l'espera de ser seleccionats per formar una banda). És un grup nombrós perquè en aquella època hi havia massa trainers i l'agència va decidir promocionar-ne molts, juntament amb el grup que es va crear com a la seva versió femenina: Girls' Generation (grup femení de 9 membres). Al començament es van seleccionar 12 membres però sis mesos més tard es va afegir a Kyuhyun. Fet que durant un temps el va fer sentir exclòs, ja que ningú esperava més membres i hi va haver dificultats en què l'acceptessin les fans. El primer single que van treure va ser U amb una gran acceptació entre el públic femení.

## Evolució
Després del llançament del seu àlbum debut (2005) SuperJunior05 (TWINS), el qual es va posicionar al número 1 de vendes a Corea el mateix dia del llançament de l'àlbum, van llençar el segon àlbum (2007) Don't Don. Aquest àlbum els va catapultar a l'èxit i van canviar el nom de la banda, que prèviament era SuperJunior05 a Super Junior. L'àlbum estava previst per ser llençat el 2006, però un accident de cotxe va retardar aquest procés. A més, Super Junior va rebre el premi a Artista de l'any gràcies a aquest llançament.
L'any 2009 van llençar Sorry, Sorry, el seu tercer àlbum, va ser molt ben rebut per la crítica, tant professional com popular. Després d'aquest gran èxit van començar un tour per Àsia anomenat Super Show 2.
L'any 2010 van ser reconeguts mundialment gràcies al seu quart àlbum d'estudi Bonamana, que va tenir un gran èxit comercial. Però, aquest mateix any, Kang In va ser detingut i va faltar durant 2 anys de la banda. El membre Han Geng també va abandonar la banda i va llençar un àlbum en solitari, Gen Xin. L'any 2011 van llençar el cinquè àlbum, Mr. Simple que va ser molt aclamat i van començar un tour al voltant del món. Mr. Simple és l'àlbum que ha aconseguit més vendes arreu del món.
L'any 2012 van llançar un altre àlbum, Sexy, Free & Single que va tenir molt èxit en el Japó. Actualment estan treballant en el seu setè àlbum, que ho llançaran potser l'any vinent, després del tour mundial.

## Subgrup
Super Junior K.R.Y
Va ser el primer subgrup que es va formar. Es diu així per les inicials dels seus membres: Kyuhyun, Ryewook i Yesung. L'estil de música d'aquest subgrup són les balades. Els seus membres van ser escollits perquè tots tres són els que tenen les veus més fortes del grup. Actualment estan preparant un àlbum en japonès però encara no se’n saben gaires detalls.
Super Junior-T (super Junior Trot)
Es diu així perquè la música és similar al Trot, un estil sud-coreà dels anys 80 i 90. Està format per Shindong, Kang In, Heechul, Sung Min, Leeteuk, Eunhyuk.
Van debutar amb el single Rokugo (Febrer,2007)
Super Junior-M (Super Junior Mandarí)
Aquest grup va dirigit al mercat musical xinès i per tant, les cançons que canten són en xinès tot i que, el singles amb més èxit també tenen una versió coreana. El single amb què es van fer més famosos va ser Super Girl. Estan formats per Kyuhyun, Donghae, Ryewook, Siwon i dos membres xinesos que no formen part del Super Junior coreà: Zhou Mi i Henry.
El seu líder va ser Han Geng des de 2008 a 2010. Però amb la seva retirada, va passar a ser líder en Zhou Mi.
Fins a l'actualitat han tret dos àlbums: Me (2008) i Break Down (2013)
Super Junior-H (Super Junior Happy)
Es va formar el 2008 per Leeteuk, Yesung, Kang-in, Shindong, Sungmin i Eunhyuk, és el 4t subgrup de Super Junior. Es caracteritza pel seu estil entretingut i divertit de música contemporània.
El seu primer single va ser Cooking?Cooking! (juny,2008) que va tenir molt èxit i el seu segon single va ser Pijama Party (Agost,2008).
Donghae & Eunhyuk
Aquest subgrup es va formar el novembre del 2011 amb el single Oppa Oppa que va ser molt exitós i la seva promoció va durar diversos mesos, però des d'aleshores no han tret cap altre single perquè les seves agendes estan ocupades amb Super Junior.

## Aparicions televisives
- Full house (2006): Consistia a viure en una casa 8 membres del grup juntament amb dues noies (Eva i Anya) en 8a mateixa casa, superant reptes i tenint una bona convivència. Va tenir una gran audiència.
- Mystery 6 (2006) és un documental de terror coreà presentat per Super Junior. Donghae és l'actor principal, i es narra la veritat sobre la mort d'un antic inquilí d'un apartament. El documental és fictici i es van rodar 6 capítols i van tenir força audiència.
- Super Junior Minidrama (2006) ells van escriure, produir i protagonitzar la sèrie, que consisteix en dos equips que lluiten entre ells i qui aconsegueixi més punt guanya. Es van donar premis al millor ensurt, millor escena d'amor, millor parella i millor drama. El programa va ser molt popular i va tenir molta audiència, encara que només es van rodar 5 episodis.
- Super Adonis Camp (2006) consisteix a experimentar unes vacances. No va tenir gaire audiència i per això van deixar d'emetre-la.
- HM’s Idol Army (2007) té 5 temporades i és una comèdia. L'objectiu és entretenir a l'audiència amb celebritats amb competicions entre ells.
- ETN's Super Junior's Music Diary (2007) participen Leeteuk, Yesung, Kanh-in, Shindong, Sungmin, Eunhyuk I Donghae I es tracta d'un repàs sobre Super Junior.
- SBS's Good Daddy (2008 - 2009) només participava Heechul. Té 12 episodis i va tenir una bona resposta crítica. Diverses celebritats han de fer-se càrrec d'una nena i educar-la.
- MBC's We Got Married (2008 – actualitat) Té 4 temporades (fins a la data) i tracta de parelles de celebritats (entre elles membres de Super Junior) que conviuen com casats.

MBC's Oppa Band (2009) només participa Sungmin. Té 8 capítols i es va emetre en 4 mesos.

## Filmografia
- Attack On the Pin-Up Boys (2007)
- Super Show 3 3D (2011)
- I AM (2012)
- Super Show 4 in Seoul 3D (2013)

## Tours
Concerts en Solitari
- 2008 - 2009: The 1st ÀSIA TOUR, Super Show
- 2009 - 2010: The 2nd ÀSIA TOUR, Super Show 2
- 2010 - 2011: The 3rd ÀSIA TOUR, Super Show març
- 2011 - 2012: The WORLD TOUR, Super Show abril
- 2013: The WORLD TOUR, Super Show maig Tour 10

Concerts dels subgrups
- 2010 - 2011 Super Junior K.R.Y The 1st Concert
- 2012 - 2013 Super Junior KRY Special Winter Concert

Concerts afiliats
- 2007: SMTown Live '07 Summer Concert
- 2008: SMTown Live '08
- 2010 - 2011: SMTown Live '10 World Tour
- 2012 - 2013: SMTown Live '12 World Tour

## Discografia
Àlbums d'estudi
- 2005: SuperJunior05 (TWINS)
- 2007: Don't Don
- 2009: Sorry, Sorry
- 2010: Bonamana
- 2011: Mr.Simple
- 2012: Sexy, Free & Single